# Marco Asensio
Marco Asensio Willemsen (Palma, Mallorca, 21 de enero de 1996) es un futbolista español que juega de delantero en el Paris Saint-Germain F.C. de la Ligue 1 de Francia.
Considerado en su momento como uno de los juveniles españoles con mayor proyección, fue seleccionado por Fútbol Draft como uno de los mejores 22 futbolistas canteranos de España en 2015, y como uno de los mejores once en 2016.

## Trayectoria

### Inicios
Nació en Mallorca, de padre español y madre neerlandesa, y comenzó en el C. F. Playas de Calviá  con tan solo cinco años (2001). A los nueve años empezó sus primeras pruebas con el Real Club Deportivo Espanyol antes de formarse en las categorías inferiores del Real Club Deportivo Mallorca, donde ingresó en ellas con apenas once años en categoría alevín. Fue ascendiendo por las diferentes categorías del club balear hasta que pasó a formar parte del equipo filial bermellón en la temporada 2013-14.
El 27 de octubre de 2013 debutó con el primer equipo en la temporada 2013-14 de la Segunda División, disputando los últimos seis minutos de la derrota por 3–1 ante el Real Club Recreativo de Huelva. Después de unas buenas actuaciones en sus primeros partidos, Asensio fue ascendido la temporada siguiente al primer equipo de manera oficial por el entonces entrenador José Luis Oltra. Su primer gol con el primer equipo lo logró el 16 de marzo de 2014, en la victoria por 2–0 contra el Club Deportivo Tenerife.
En la temporada 2014-15, bajo la dirección de Valeri Karpin, empezó a destacar y a convertirse en titular habitual y uno de los referentes del equipo con tan solo dieciocho años, a partir de ese momento comenzó a formar parte uno de los capitanes en sus comparecencias con la selección española sub-19.
El 5 de diciembre de 2014 se confirmó su fichaje por el Real Madrid Club de Fútbol, aunque el jugador permaneció en el club balear en calidad de cedido hasta final de temporada.
Tras ganar el Europeo Sub-19, se fue de vacaciones. Vuelta a la pretemporada, el 4 de agosto de 2015 debutó en el Real Madrid, en la victoria de su equipo en la Copa Audi ante el Tottenham Hotspur Football Club entrando en la segunda parte para suistituir a Isco. El 5 de agosto, volvió a entrar como sustituto en un partido, esta vez en el de la final de la Copa Audi frente al FC Bayern de Múnich, en la que los blancos perdieron por 1-0.
Para la temporada 2015-16 fue cedido al Real Club Deportivo Espanyol, donde firmó una cláusula de penalización económica si el jugador no era alineado en al menos 30 partidos durante la temporada, para que no se viera afectada su proyección.
Debutó en la cuarta jornada de la Primera División de España el 19 de septiembre de 2015, en la victoria por 2-3 ante la Real Sociedad de Fútbol, partido en el que provocó un penalti y dio una asistencia de gol. Durante la primera vuelta, se convirtió en uno de los más destacados del conjunto perico, al acabar con seis asistencias. Su primer gol tardó en llegar, no lo materializó hasta la jornada 25, el 20 de febrero de 2016, en la victoria por 1-0 ante el R. C. Deportivo de La Coruña. Al final de temporada marcó 4 goles y dio 11 asistencias.

### Explosión en el Real Madrid C. F.
Las actuaciones realizadas durante los partidos de la pretemporada le valieron a Zinedine Zidane para contar con él para la temporada 2016-2017. Debutó en partido oficial el 9 de agosto de 2016, donde ayudó de manera notable a la obtención de la tercera Supercopa de Europa del club, al anotar frente al Sevilla Fútbol Club el primer gol del partido con un gran disparo desde fuera del área. El partido finalizó en la prórroga 3 a 2 favorable al Real Madrid.
Una semana más tarde, el 16 de agosto de 2016, fue presentado oficialmente en el Estadio Santiago Bernabéu. Solo cinco días después debutaría en el Campeonato de Liga como madridista, el 21 de agosto frente a la Real Sociedad de Fútbol portando el dorsal 20. El jugador anotó un gol en la victoria por 0-3 de su equipo. Más tarde, el 18 de octubre de 2016, debutó en la Champions League donde marcó otro gol al Legia. Sus actuaciones continuaron siendo muy destacadas hasta que debutó como blanco en una nueva competición, el 26 de octubre. En el partido, correspondiente a la Copa del Rey, anotó nuevamente un gol en la victoria por 1-7 frente a la Sociedad Cultural y Deportiva Leonesa. Con ese tanto el jugador consiguió anotar un gol en el debut de cada una de las competiciones en las que jugaba por primera vez.
Con la mitad de la temporada cumplida, el jugador se situó como el quinto anotador del equipo, únicamente superado por los cuatro delanteros. Así se convirtió en una de las referencias atacantes del equipo, tras haber contribuido en siete goles.
En la final de la Liga de Campeones de la UEFA que el club jugó contra la Juventus Football Club, el 3 de junio de 2017 en Cardiff, marcó un gol en el minuto 90 para sentenciar el partido. Además estuvo presente en la final de la Supercopa de Europa contra el Manchester United Football Club el 8 de agosto de 2017.
Para el comienzo de la temporada 2017-18 el jugador fue uno de los más destacados de su equipo en la Supercopa de España 2017 al anotar dos goles en la victoria global por 5-1 frente al Fútbol Club Barcelona, logrados en 113 minutos de eliminatoria y firmó una renovación de su contrato hasta 2023. Pese a su buen inicio tuvo irregulares actuaciones que encadenaron con la siguiente temporada hasta ir perdiendo minutos en el equipo titular. Tras una mala temporada del equipo, donde se señaló a Asensio como uno de los que tuvieron menor repercusión, inició una nueva pretemporada enfocado en recuperar su mejor juego.
Sus buenas sensaciones se truncaron, en julio de 2019, en la concentración en Estados Unidos. Poco después de anotar un gol en el partido de preparación del 23 de julio frente al Arsenal Football Club, sufrió una grave lesión en el minuto 63 en la que se rompió el ligamento cruzado anterior y el menisco externo de la rodilla izquierda. Esta lesión le mantendría alejado de los terrenos de juego un mínimo de seis meses.
Tras una larga recuperación de casi un año, retornó a la actividad en la victoria por 3-0 frente al Valencia Club de Fútbol el 18 de junio de 2020, y el primer balón que tocó fue gol, el siguiente, una asistencia. Pese a la buena tónica, el jugador, temeroso de poder volver a lesionarse en caso de forzar en demasía, no tuvo un buen rendimiento en el inicio de la nueva temporada. No fue hasta entrado el año 2021 cuando comenzó a mostrar una mejor dinámica. Sus altibajos en el rendimiento, en ocasiones cuestionado con anterioridad y avivados por unas declaraciones del propio jugador en las que manifestó no ser él quien debía ser uno de los pilares del equipo en los momentos adversos, algo que la afición madrileña veía de manera contraria al señalarle como uno de los referentes futuros, se juntaron con la reciente lesión y no le permitieron mostrar su mejor juego. Aclaradas dichas manifestaciones, en las que aseguró tener una gran ambición y que fueron malinterpretadas, volvió a mostrar buenos desempeños. En el período más crucial de la temporada anotó en cuatro partidos consecutivos que permitieron que el equipo pudiera seguir optando a conquistar el Campeonato de Liga y la Liga de Campeones. Uno de ellos, frente al Liverpool Football Club en la competición continental, de bella factura. Pese a ello, un curso en el que el equipo sufrió muchas lesiones, más de seis decenas, le privaron de conquistar ningún título.
Tras un inicio de la temporada 2021-22 en la que una alta competencia en el equipo, con notables actuaciones de todos los jugadores que le privaron de disputar el mayor número de minutos posibles, en su primer partido como titular del campeonato de liga fue uno de los más destacados. El balear anotó el primer hat-trick de su carrera profesional en la victoria por 6-1 frente al Real Club Deportivo Mallorca, su club de formación, militando en una posición de interior, su nuevo rol en el equipo.

### Paris Saint-Germain
Marco Asensio fichó por el Paris Saint-Germain el 6 de julio de 2023, firmando un contrato con el club parisino hasta junio de 2026. Dos semanas después de su debut, el 26 de agosto, abrió el marcador en la victoria parisina por 3-1 contra el Lens. El 3 de septiembre volvió a anotar —además de asistir a Kylian Mbappé— en el triunfo a domicilio por 4-1 sobre el Lyon. 

### Cesión a Aston Villa
El 3 de febrero de 2025 el Aston Villa anunció la llegada del jugador mallorquín en calidad de cedido hasta final de temporada. Se estrenó el 9 de febrero, entrando desde el banquillo en la victoria 2-1 sobre el Tottenham Hotspur en la FA Cup. Marco Asensio terminó la temporada con 5 goles, 3 en la Premier League y 2 más en la FA Cup.
Durante su etapa cedido en el Aston Villa, Asensio añadió un logro muy singular a su palmarés: la Liga de Campeones 2024-25 con el Paris Saint-Germain. Aunque salió cedido en febrero de 2025, había disputado cuatro encuentros de la fase de grupos a las órdenes de Luis Enrique, por lo que la UEFA le reconoce como campeón. Se trata de su cuarta Champions, tras las tres conquistadas con el Real Madrid en 2017, 2018 y 2022.

## Selección nacional

### Categorías inferiores

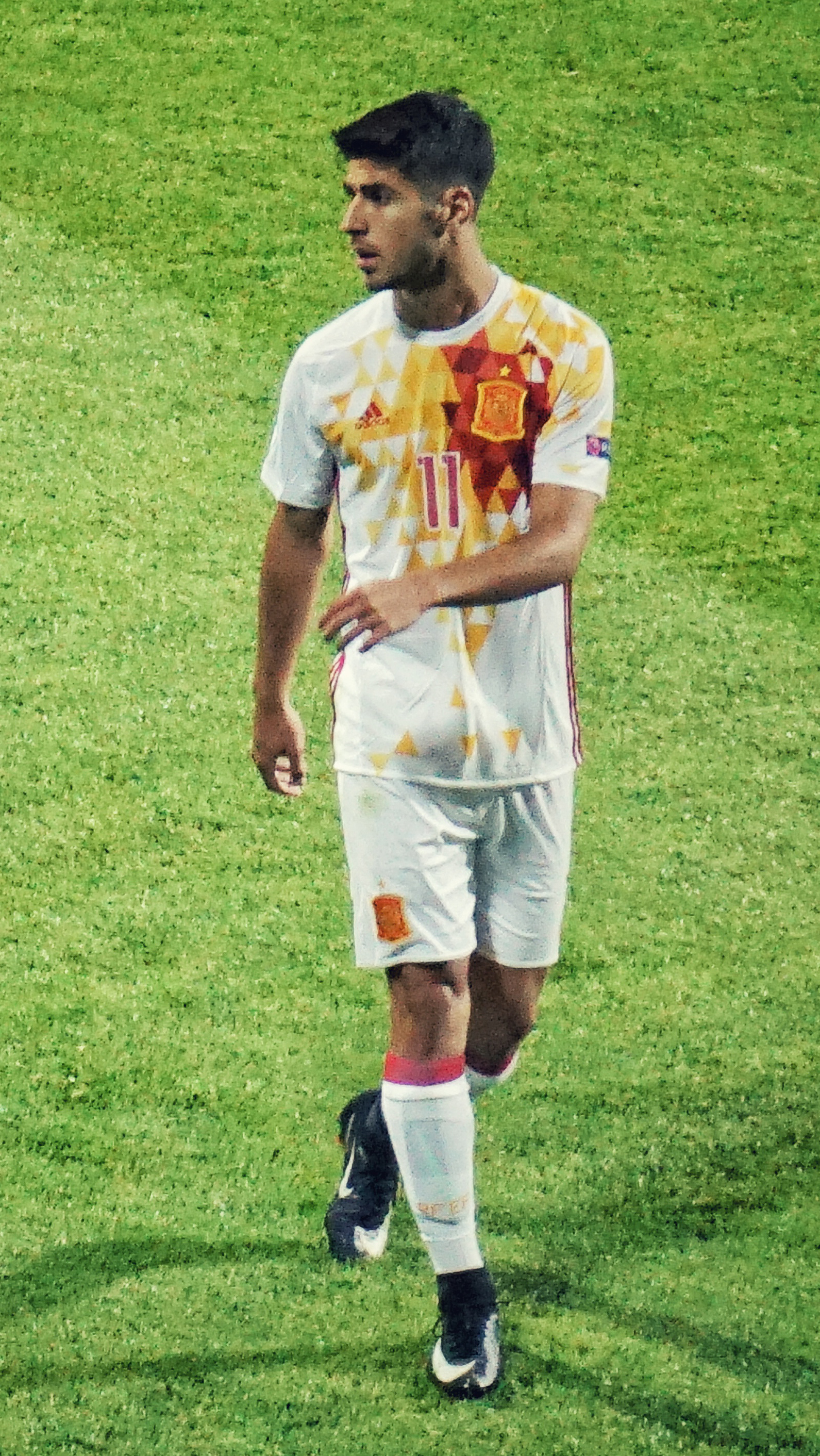
Asensio con la selección española sub-21.

Habitual en las convocatorias de las categorías inferiores de la selección española, debutó en 2012 con la primera de las categorías, la selección sub-16, en la que disputó su primer partido con la camiseta nacional el 22 de mayo de 2012 ante Suiza.
Debutó con la selección sub-19 el 13 de noviembre de 2014 ante Alemania con un gol y victoria por 2-0. Dos días después lideró la goleada 5–1 ante Francia al firmar un doblete antes de disputar los encuentros de clasificación para el Europeo sub-19 de 2015. Tres partidos y tres goles fueron su balance antes de la fase final de una fase final del torneo en el firmó una gran actuación individual en especial en la semifinal ante Francia, cuando en los minutos finales del partido marcó los dos goles de la victoria por 2-0 que clasificaron a España, Además, en la final volvió a ser el mejor del partido dando una asistencia para el segundo gol español. Dos goles en cinco partidos fue su registro final como uno de los jugadores más destacados.
Más tarde, empezaría a jugar con la selección sub-21 el 26 de marzo de 2015 en Cartagena, con victoria ante Noruega por 2–0.
En mayo de 2016 es incluido en la lista de 11 jugadores jóvenes de apoyo a los seleccionados para la eurocopa 2016, que se concentraron a partir del día 23 en una primera fase de la preparación. De esta manera debutó con la absoluta contra la selección de Bosnia, el 29 de mayo de 2016, en un encuentro amistoso.
El 3 de agosto de 2021, durante la prórroga marcó el gol que dio el pase a la selección española ante Japón a la final de los Juegos Olímpicos de Tokio 2020.

### Selección absoluta
El 5 de septiembre de 2016 comenzó a jugar oficialmente con la selección española de fútbol frente a Liechtenstein. Finalmente el 2 de septiembre de 2017 fue titular en el partido contra Italia. Fue convocado para el Mundial de Rusia de 2018 por Julen Lopetegui, participando en tres de los cuatro encuentros que jugó el combinado nacional.
El 11 de septiembre de 2018 marcó su primer gol con la selección española en una contundente victoria por 6 a 0 ante Croacia. Además, dio tres asistencias y realizó un disparo al larguero que acabó en gol en propia puerta del guardameta croata.
En 2022 acudió a otro Mundial y en el debut ante Costa Rica consiguió marcar uno de los siete goles del triunfo español.

### Participaciones en fases finales de competiciones internacionales
| Mundial               | Sede         | Resultado        | Partidos | Goles |
| --------------------- | ------------ | ---------------- | -------- | ----- |
| Mundial 2018          | Rusia        | Octavos de final | 3        | 0     |
| Mundial 2022          | Catar        | Octavos de final | 4        | 1     |
| Liga de Naciones 2023 | Países Bajos | Campeón          | 2        | 0     |

### Goles internacionales
| N.º | Fecha                    | Estadio                                | Rival      | Gol | Resultado | Competición                         |
| --- | ------------------------ | -------------------------------------- | ---------- | --- | --------- | ----------------------------------- |
| 1   | 11 de septiembre de 2018 | Estadio Martínez Valero, Elche, España | Croacia    | 2-0 | 6-0       | Liga de Naciones de la UEFA 2018-19 |
| 2   | 23 de noviembre de 2022  | Estadio Al Thumama, Doha, Catar        | Costa Rica | 2-0 | 7-0       | Mundial 2022                        |

## Estadísticas

### Clubes
Actualizado al último partido disputado el 28 de febrero de 2025.
| Club | Div.          | Temporada     | Liga  | Liga  | Liga   | Copas nacionales(1) | Copas nacionales(1) | Copas nacionales(1) | Copas internacionales(2) | Copas internacionales(2) | Copas internacionales(2) | Total(3) | Total(3) | Total(3) |
| Club | Div.          | Temporada     | Part. | Goles | Asist. | Part.               | Goles               | Asist.              | Part.                    | Goles                    | Asist.                   | Part.    | Goles    | Asist.   |
| --- | ------------- | ------------- | ----- | ----- | ------ | ------------------- | ------------------- | ------------------- | ------------------------ | ------------------------ | ------------------------ | -------- | -------- | -------- |
| R. C. D. Mallorca "B" · España | 3.ª           | 2013-14       | 14    | 3     | 7      | —                   | —                   | —                   | —                        | —                        | —                        | 14       | 3        | 7        |
| R. C. D. Mallorca "B" · España | Total club    | Total club    | 14    | 3     | 7      | 0                   | 0                   | 0                   | 0                        | 0                        | 0                        | 14       | 3        | 7        |
| R. C. D. Mallorca · España | 2.ª           | 2013-14       | 20    | 1     | 1      | 0                   | 0                   | 0                   | —                        | —                        | —                        | 20       | 1        | 1        |
| R. C. D. Mallorca · España | 2.ª           | 2014-15       | 36    | 6     | 6      | 0                   | 0                   | 0                   | —                        | —                        | —                        | 36       | 6        | 6        |
| R. C. D. Mallorca · España | Total club    | Total club    | 56    | 7     | 7      | 0                   | 0                   | 0                   | 0                        | 0                        | 0                        | 56       | 7        | 7        |
| R. C. D. Espanyol · España | 1.ª           | 2015-16       | 34    | 4     | 10     | 3                   | 0                   | 2                   | —                        | —                        | —                        | 37       | 4        | 12       |
| R. C. D. Espanyol · España | Total club    | Total club    | 34    | 4     | 10     | 3                   | 0                   | 2                   | 0                        | 0                        | 0                        | 37       | 4        | 12       |
| Real Madrid C. F. · España | 1.ª           | 2016-17       | 23    | 3     | 2      | 6                   | 3                   | 1                   | 9                        | 4                        | 1                        | 38       | 10       | 4        |
| Real Madrid C. F. · España | 1.ª           | 2017-18       | 32    | 6     | 6      | 7                   | 4                   | 0                   | 14                       | 1                        | 1                        | 53       | 11       | 7        |
| Real Madrid C. F. · España | 1.ª           | 2018-19       | 30    | 1     | 5      | 5                   | 3                   | 1                   | 9                        | 2                        | 0                        | 44       | 6        | 6        |
| Real Madrid C. F. · España | 1.ª           | 2019-20       | 9     | 3     | 1      | 0                   | 0                   | 0                   | 1                        | 0                        | 0                        | 10       | 3        | 1        |
| Real Madrid C. F. · España | 1.ª           | 2020-21       | 35    | 5     | 2      | 2                   | 0                   | 0                   | 11                       | 2                        | 0                        | 48       | 7        | 2        |
| Real Madrid C. F. · España | 1.ª           | 2021-22       | 31    | 10    | 0      | 3                   | 1                   | 0                   | 8                        | 1                        | 2                        | 42       | 12       | 2        |
| Real Madrid C. F. · España | 1.ª           | 2022-23       | 31    | 9     | 6      | 7                   | 0                   | 1                   | 13                       | 3                        | 1                        | 51       | 12       | 8        |
| Real Madrid C. F. · España | Total club    | Total club    | 191   | 37    | 21     | 30                  | 11                  | 3                   | 65                       | 13                       | 5                        | 286      | 61       | 28       |
| Paris Saint-Germain F. C. Francia | 1.ª           | 2023-24       | 19    | 5     | 5      | 6                   | 1                   | 2                   | 6                        | 0                        | 0                        | 31       | 6        | 7        |
| Paris Saint-Germain F. C. Francia | 1.ª           | 2024-25       | 12    | 2     | 4      | 0                   | 0                   | 0                   | 4                        | 0                        | 0                        | 16       | 2        | 4        |
| Paris Saint-Germain F. C. Francia | Total club    | Total club    | 31    | 7     | 9      | 6                   | 1                   | 2                   | 10                       | 0                        | 0                        | 47       | 8        | 11       |
| Aston Villa F. C. Inglaterra | 1.ª           | 2024-25       | 5     | 3     | 1      | 2                   | 2                   | 0                   | 2                        | 3                        | 0                        | 9        | 8        | 1        |
| Aston Villa F. C. Inglaterra | Total club    | Total club    | 5     | 3     | 1      | 2                   | 2                   | 0                   | 2                        | 3                        | 0                        | 9        | 8        | 1        |
| Total carrera | Total carrera | Total carrera | 328   | 61    | 58     | 41                  | 14                  | 7                   | 77                       | 16                       | 5                        | 446      | 88       | 67       |
| (1) Incluye datos de la Copa del Rey (2015-2023), Supercopa de España (2017-2023), Copa de Francia (2024-act.) y Supercopa de Francia (2024) En caso de equipo filial se refiere a partidos de play-off de ascenso. (2) Incluye datos de la Liga de Campeones de la UEFA, (2016-act.) Supercopa de la UEFA, (2016-2018) y Copa Mundial de Clubes de la FIFA (2017-2023). (3) No incluye goles en partidos amistosos. |               |               |       |       |        |                     |                     |                     |                          |                          |                          |          |          |          |

### Selecciones
Actualizado al último partido jugado el 8 de septiembre de 2021.
| Selección | Año   | Amistosos | Amistosos | Amistosos | Eliminatorias | Eliminatorias | Eliminatorias | Continental | Continental | Continental | Mundial | Mundial | Mundial | Total | Total | Total  | Media goleadora |
| Selección | Año   | Part.     | Goles     | Asist.    | Part.         | Goles         | Asist.        | Part.       | Goles       | Asist.      | Part.   | Goles   | Asist.  | Part. | Goles | Asist. | Media goleadora |
| España    | 2016  | 1         | —         | —         | 1             | —             | —             | —           | —           | —           | —       | —       | —       | 2     | 0     | 0      | 0               |
| España    | 2017  | 3         | —         | 1         | 3             | —             | —             | —           | —           | —           | —       | —       | —       | 6     | 0     | 1      | 0               |
| España    | 2018  | 5         | —         | 2         | —             | —             | —             | 4           | 1           | 4           | 3       | —       | —       | 12    | 1     | 6      | 0.08            |
| España    | 2019  | —         | —         | —         | 4             | —             | 1             | —           | —           | —           | —       | —       | —       | 4     | 0     | 1      | 0               |
| España    | 2020  | 1         | —         | —         | —             | —             | —             | 1           | —           | —           | —       | —       | —       | 2     | 0     | 0      | 0               |
| Total     | Total | 10        | 0         | 3         | 8             | 0             | 1             | 5           | 1           | 4           | 3       | 0       | 0       | 26    | 1     | 8      | 0.05            |
| 1. 2.     |       |           |           |           |               |               |               |             |             |             |         |         |         |       |       |        |                 |

## Palmarés

### Títulos nacionales
| Título             | Club                      | Año  |
| ------------------ | ------------------------- | ---- |
| Campeonato de Liga | Real Madrid C. F.         | 2017 |
| Supercopa          | Real Madrid C. F.         | 2017 |
| Campeonato de Liga | Real Madrid C. F.         | 2020 |
| Supercopa          | Real Madrid C. F.         | 2020 |
| Campeonato de Liga | Real Madrid C. F.         | 2022 |
| Supercopa          | Real Madrid C. F.         | 2022 |
| Copa               | Real Madrid C. F.         | 2023 |
| Supercopa          | París Saint-Germain F. C. | 2023 |
| Campeonato de Liga | París Saint-Germain F. C. | 2024 |
| Copa               | París Saint-Germain F. C. | 2024 |
| Supercopa          | París Saint-Germain F. C. | 2024 |
| Campeonato de Liga | París Saint-Germain F. C. | 2025 |
| Copa               | París Saint-Germain F. C. | 2025 |

### Títulos internacionales
Nota *: incluyendo la selección.
| Título                      | Equipo *                  | Sede         | Año  |
| --------------------------- | ------------------------- | ------------ | ---- |
| Europeo (sub-19)            | España (sub-19)           | Grecia       | 2015 |
| Plata Olímpica              | España (sub-23)           | Tokio        | 2020 |
|                             |                           |              |      |
| Supercopa de Europa         | Real Madrid C. F.         | Trondheim    | 2016 |
| Mundial de Clubes           | Real Madrid C. F.         | Japón        | 2016 |
| Liga de Campeones           | Real Madrid C. F.         | Cardiff      | 2017 |
| Supercopa de Europa         | Real Madrid C. F.         | Skopie       | 2017 |
| Mundial de Clubes           | Real Madrid C. F.         | EAU          | 2017 |
| Liga de Campeones           | Real Madrid C. F.         | Kiev         | 2018 |
| Mundial de Clubes           | Real Madrid C. F.         | EAU          | 2018 |
| Liga de Campeones           | Real Madrid C. F.         | París        | 2022 |
| Supercopa de Europa         | Real Madrid C. F.         | Helsinki     | 2022 |
| Mundial de Clubes           | Real Madrid C. F.         | Marruecos    | 2022 |
| Liga de Naciones de la UEFA | Selección de España       | Países Bajos | 2023 |
| Liga de Campeones           | Paris Saint-Germain F. C. | Múnich       | 2025 |

### Distinciones individuales
| Distinción                                                  | Año  |
| ----------------------------------------------------------- | ---- |
| Mejor Jugador del Campeonato Europeo Sub-19                 | 2015 |
| Jugador Revelación de LaLiga                                | 2016 |
| Incluido en el Equipo Revelación de la LaLiga según la UEFA | 2017 |
| Bota de Plata del Europeo sub-21                            | 2017 |
| Mejor Jugador sub-21 del Mundo según L'Équipe               | 2017 |